# La stanza più fredda
La stanza più fredda è un cortometraggio del 2021 diretto da Francesco Rossi.
Il corto ha vinto il Globo d'oro al miglior cortometraggio 2021 ed è stato selezionato allo Short Film Corner del Festival di Cannes 2021.

## Trama
Attilio è un uomo di mezza età che lavora come necroforo in un ospedale. Ha un rapporto empatico con i cadaveri, con i quali parla e si sente ascoltato, cosa che invece ha molta difficoltà a fare con i vivi. Succede così con Lucia, una ragazza che lavora in ospedale, di cui è innamorato da anni e a cui scrive continuamente lettere che non riesce a recapitare. Nel frattempo un’improvvisa pandemia moltiplica il numero di decessi. Ad Attilio viene affiancato Carlo, un giovane assistente sfrontato che lo porta ad affrontare il suo rapporto con vivi e a trovare il coraggio di confessarsi a Lucia. Ma la pandemia arriva anche all’ospedale: Lucia muore e Attilio non fa in tempo a consegnarle la lettera in cui finalmente si dichiara.

## Produzione
Il corto, prodotto da Filmarea in associazione con Kahuna Film, è stato girato prevalentemente a Poggibonsi in Toscana, città natale di Rossi.
Le riprese si sono svolte, in difficili condizioni, nell'ottobre 2020, in concomitanza con la chiusura in Italia delle sale cinematografiche per la seconda ondata della pandemia di COVID-19.

## Distribuzione
Il corto è stato presentato in anteprima allo Short Film Corner del Festival di Cannes 2021, e successivamente è stato distribuito da Prem1ere Film.

## Riconoscimenti
- 2021 - Globo d'oro
  - Miglior cortometraggio
- 2021 - Prato Film Festival
  - Miglior cortometraggio
- 2021 - Francigena Film Festival
  - Miglior sceneggiatura a Francesco Rossi e Valerio Groppa

- 2021 - Cortisonanti
  - Miglior cortometraggio
- 2021 - Hexagon Film Festival
  - Miglior cortometraggio